# Manuel Medina Clavero
Manuel Medina Clavero (Mirabel, Cáceres, 1876 — Cornellà de Llobregat, 1946) fou un militar espanyol, membre de la Guàrdia Civil destinat a Catalunya. Fill de guàrdia civil, estudià al Colegio de Huérfanos del Ejército i de ben jove fou destinat a Catalunya com a membre de la Guàrdia Civil. És jubilà com a capità al destacament de Vilanova i la Geltrú. Instal·lat a Cornellà de Llobregat, on residien uns familiars seus, fou nomenat alcalde de Cornellà de Llobregat el 1940, després de la destitució de Llorenç Marigó i Poblet. Cinc anys més tard, dimití del càrrec per raons de salut.